# Dean Guitars
Dean Guitars, běžně označovaný jednoduše jako Dean, je americká společnost, která vyrábí elektrické kytary, baskytary, akustické kytary, akustické baskytary, kytarové snímače, mandolíny, banja, ukulele a další příslušenství.

## Historie
Společnost byla založena v roce 1977 v Chicagu Deanem B. Zelinskym. V roce 1986 byla společnost prodána Oscaru Medeirosovi z Tropical Music, který získal vlastniství společnosti do roku 1995[ujasnit] a zaměřoval se na prodej latinským skupinám v zámoří. Společnost pod vedením Medeirose zmizela z amerického trhu.
V roce 1997 koupila firma Armadillo Enterprices Inc. (Luna Guitars, Ddrum) pod vedením Elliota Rubinsona společnost Dean Guitars.
Elliot Rubinson byl baskytarista v kapelách Michaela Schenkera, Uliho Jona Rotha a Michaela Angela Batia, tím rozšířil Deanovy produkty o akustické a elektrické baskytary, mandolíny, banja a ukulele. Elliot dříve vybudoval firmu na hudební nástroje Thoroughbred Music a v roce 1999 firmu prodal, aby se mohl soustředit na společnost Dean.
Poté Dean získala spoustu kytarových umělců hlavně rockových a metalových kytaristů (př.: Dimebag Darrell, Michael Schenker, Dave Mustaine, Michael Angelo Batio, Kerry King). Popularita Dean Guitars vzrostla pod vedením Armadillo Enterprices Inc., také nabízí kytary na zakázku. Dnes společnost montuje i kytarové snímače a kytarové díly.
V prosinci 2016 firmu Armadillo Enterprices Inc. převzal Evan Rubinson (syn od Elliota Rubinsona) a ujal se prezidenta a generálního ředitele firmy Armadillo Enterprices Inc., později v únoru 2017 Elliot „Dean“ Rubinson zemřel na rakovinu.
V roce 2019 společnost Gibson zažalovala Dean Guitars za porušení ochranných známek modelů kytar Z a V, které jsou podobným modelům Explorer a Flying V. Nakonec Dean musel modely přestat prodávat a vyrábět. V květnu 2022 soud rozhodl, že Dean porušil ochranné známky a Gibson dostal odškodnění pouze 4 000 $. Dean teda začal vyrábět modely, ale jiných parametrů a tvarů pod názvy Zero a Vengeance, které jsou podobné modelům kytar Davea Mustainea.
V červenci 2024 Dean oznámil právní vítězství u odvolacího soudu proti Gibsonu ohledně porušení ochranných známek. Díky tomu budou moci zpět uvést do výroby a prodeje modely Z a V.